# Ступаков, Гурий Петрович
Гурий Петрович Ступаков (3 сентября 1943, Сергач, Горьковская область, СССР — 16 февраля 2022) — советский и российский ученый-медик, специалист в области авиационной и космической медицины, генерал-майор медицинской службы, академик РАМН (1999), академик РАН (2013).

## Биография
Родился 3 сентября 1943 года в городе Сергаче Горьковской области.
В 1966 году окончил 2-й Московский медицинский институт, далее пять лет работал хирургом в ведомственной клинической больнице.
С 1971 по 2000 годы работал в Государственном научно-исследовательском испытательном институте авиационной и космической медицины, где прошел путь от младшего научного сотрудника до начальника учреждения (1992—1999).
С 2000 по 2003 годы — исполняющий обязанности заместителя директора по научной работе НИИ экологии человека и гигиены окружающей среды имени А. Н. Сысина.
С 2003 по 2007 годы — директор Центра «Здоровьесберегающие технологии» Российского нового университета.
С 2007 года — заведующий отделением «Профилактика и этиологическое лечение хронических заболеваний» ФКУ «Медицинский учебно-научный клинический центр имени П. В. Мандрыка» Минобороны России.
В 1995 году избран членом-корреспондентом РАМН.
В 1999 году избран академиком РАМН.
В 2013 году стал академиком РАН (в рамках присоединения РАМН и РАСХН к РАН).
Скончался 16 февраля 2022 года. Похоронен на Федеральном военном мемориале «Пантеон защитников Отечества».

## Научная деятельность
Специалист в области медицины труда и профилактической медицины.
Внес весомый вклад в разработку теоретических представлений о профессиональном здоровье, создании методологии и методов количественной оценки уровня здоровья. Предложил концепцию гомеостатического потенциала человека, позволяющая количественно охарактеризовать процессы, происходящие в системе «человек-среда-социум». Разрабатывались и активно внедрялись компьютеризированные методы диагностики функционального состояния организма человека, программно-аппаратные средства формирования и поддержания требуемой работоспособности различных специалистов, новые способы их медицинского восстановления и реабилитации. Создана модель определения надежности деятельности человека-оператора в условиях воздействия на него комплекса неблагоприятных профессиональных факторов — так разработана система мер по оптимизации деятельности лиц экстремальных профессий в сфере авиации и космонавтики.
Разработал теоретические аспекты динамической реакции тела человека на ударные воздействия, уточнил критерии их переносимости, определил значение параметров ударных перегрузок в широком диапазоне их варьирования — это легло в основу теоретической концепции детерминированного уровня безопасности при действии на человека ударных перегрузок, связанных с применением средств аварийного спасения экипажей летательных аппаратов и средств защиты от поражающего механического фактора. Научные разработки учтены при создании средств аварийного покидания экипажами самолётов, космического корабля многоразового использования «Буран», средств защиты от ударных перегрузок экипажей спускаемых аппаратов, десантируемой техники, аварийного приземления вертолетов. Работы, посвященные разработке теории запреградного действия средств поражения, нашли воплощение в создании эффективных средств индивидуальной броневой защиты. Работы, связанные с разработкой эргономических технологий при создании вертолетов марки «Ми» и продолжающиеся по сегодняшний день, отмечены государственной наградой.
Изучал влияние невесомости на костную систему в плане снижения её прочностных характеристик, что позволило обосновать теоретическую концепцию направленной фенотипологии костной системы человека при изменении гравитационного потенциала — разработки были учтены при создании систем амортизации спускаемых аппаратов и обеспечили гарантированную травмобезопасность космонавтов при ударных перегрузках приземления спускаемых аппаратов после длительных полетов, даже при отказе систем мягкой посадки. Исследования многих лет посвящены выявлению причин, профилактике и лечению хронических заболеваний — работы были признаны и зарегистрированы в качестве научного открытия, выдан соответствующий патент в 2007 года, что нашло практическое применение в работе Медицинского учебно-научного клинического центра им. П. В. Мандрыка.
Создатель научной школы, под его руководством подготовлено 17 докторских и кандидатских диссертаций.
Автор более 300 научных работ, в том числе 17 монографий и книг, 2 справочников, руководства, учебника, методических рекомендаций, им получено 15 изобретений и патентов, сделано научное открытие.
Председатель и член специализированного совета по защите докторских диссертаций по специальностям «Авиационная, космическая и морская медицина», председатель научно-координационного совета, академик Международной академии наук и Международной академии астронавтики.

## Награды
- Заслуженный деятель науки Российской Федерации[уточнить]
- Государственная премия СССР (1986[5])
- Премия Правительства Российской Федерации (2011[5])
- премия имени Дж. П. Степа (США) за персональный вклад в снижении гибели и травматизма летчиков и космонавтов в аварийных ситуациях (1998[5])